# Maing
Maing é uma comuna francesa na região administrativa de Altos da França, no departamento do Norte. Estende-se por uma área de 11.68 km². Em 2010 a comuna tinha 4 101 habitantes (densidade: 351,1 hab./km²).